# Розо (округ)
Розо́ (англ. Roseau County) — округ в штате Миннесота, США. Административный центр и крупнейший город — Розо. По переписи 2000 года в округе проживают 16 338 человек. Площадь — 4347 км², из которых 4306,1 км² — суша, а 40,9 км² — вода. Плотность населения составляет 4 чел./км².

## История
Округ был основан в 1894 году.